# Антоні Терра
Антоні Терра  (фр. Anthony Terras, 21 червня 1985) — французький стрілець, олімпійський медаліст.

## Виступи на Олімпіадах
| Олімпіада  | Дисципліна    | Місце |
| ---------- | ------------- | ----- |
| Афіни 2004 | круглий стенд | 8T    |
| Пекін 2008 | круглий стенд | 3     |
| Ріо 2016   | скит          | 8     |